# 安娜·斯坦利
安娜·斯坦利（英語：Anna Stanley，1976年3月31日—），新西兰女子篮网球运动员。她曾代表新西兰参加1998年、2002年和2006年英联邦运动会篮网球比赛，获得一枚金牌和二枚银牌。